# Mallory Park

Mapa del circuito de Mallory Park.

Mallory Park es un autódromo situado en el distrito de Hinckley and Bosworth, condado de Leicestershire, Inglaterra, Reino Unido. Surgió a finales de la década de 1940 como un óvalo de una milla (1600 metros) para carreras de caballos. Entre 1955 y 1956, Mallory Park se asfaltó para recibir a categorías de automovilismo de velocidad y motociclismo de velocidad.
En Mallory Park se realizan actualmente diversas competencias locales, en particular de sidecars. Anteriormente, la pista recibió competencias del Campeonato Europeo de Turismos (1963-1964), el Campeonato Británico de Turismos (1958, 1960, 1963, 1967-1969, 1971-1972, 1974-1976, 1978-1982), el Campeonato de Gran Bretaña de Fórmula 3 (1962-1964, 1976-1982), la Fórmula 5000 Europea (1969-1975) y el Campeonato Británico de Superbikes (1987-2010). Además albergó carreras no puntuables de Fórmula 1 (1962, 1978-1980) y Fórmula 2 (1959, 1964, 1967, 1971-1973).
El circuito principal, que tiene una longitud de 2.173 metros, está armado sobre la base del óvalo. Agregando las tres chicanas creadas para carreras de motociclismo, la pista alcanza 2.269 metros de recorrido. Las instalaciones también incluyen una pista de motocross, que se usa en el campeonato británico de la especialidad.

## Récords de vuelta
- BOSS Formula: 1997, Johan Rajamäki, Footwork FA1, 38.23 s, 127.12 mph.
- Fórmula 1: 1979, Ricardo Zunino, Arrows A1, 40.065 s, 121.32 mph.
- Sport: 1966, Denny Hulme, Lola T70, 47.6 s, 102.10 mph.
- Fórmula 3: 1968, Roy Pike, Titan, 48.0 s, 101.25 mph.
- Fórmula Ford: 1988, Vincenzo Sospiri, Van Diemen RF88, 48.44 s, 100.41 mph.
- Óvalo: 1995, Ian Fewings, Ford Mondeo Eurocar, 33.84 s, 106.51 mph.
- Motocicletas: 2008, Tom Sykes, Suzuki 1300cc, 51.271 s, 97.599 mph.